# Copernicia oxycalyx
Copernicia oxycalyx är en enhjärtbladig växtart som beskrevs av Karl Ewald Maximilian Burret. Copernicia oxycalyx ingår i släktet Copernicia och familjen Arecaceae. Inga underarter finns listade i Catalogue of Life.